# Chaetonotus jakubskii
Chaetonotus jakubskii är en djurart som tillhör fylumet bukhårsdjur, och som beskrevs av Roszczak 1935. Chaetonotus jakubskii ingår i släktet Chaetonotus och familjen Chaetonotidae. Inga underarter finns listade i Catalogue of Life.